# Der Schnee am Kilimandscharo
Der Schnee am Kilimandscharo ist ein französischer Spielfilm von Robert Guédiguian aus dem Jahr 2011. Er wurde vom Gedicht Les pauvres gens (dt. Die armen Leute) von Victor Hugo inspiriert.

## Handlung
Hafenarbeiter und Gewerkschaftsvertreter Michel lebt mit seiner Frau Marie-Claire in einem Haus in Marseille. Marie-Claire verdient etwas Geld als Putzfrau und hat einst für Michel ihre Ausbildung zur Krankenschwester aufgegeben. Beide haben Kinder und drei Enkel. Marie-Claires Schwester Denise ist mit Raoul verheiratet, der wie Michel am Hafen arbeitet. Der Betrieb muss 20 Arbeiter entlassen. Michel lässt die Namen der zu Entlassenden auslosen, wobei er sich selbst als einen der Ausgelosten angibt. Er ist nun, mit 50 Jahren, arbeitslos und wird aufgrund seines Alters sicherlich auch keine Arbeit mehr kriegen. Er wartet auf die Abfindung seiner Arbeitsstelle und widmet sich ansonsten der Hausarbeit und der Zeit mit seinen Enkeln. Seine ehemalige Arbeitsstelle darf er als Ausrichtungsort seines 30. Hochzeitstages nutzen und er lädt neben der Familie auch sämtliche 19 entlassenen Mitarbeiter ein. Marie-Claire und er erhalten zum Hochzeitstag eine Truhe mit Geld sowie zwei Tickets für eine Reise an den Fuß des Kilimandscharo. Die Reise war ein geheimer Wunsch von Marie-Claire und beide freuen sich auf das Abenteuer. Michel wiederum erhält von seinem Schwager Raoul eine Erstausgabe eines Comicheftes, das einst sowieso Michel gehört hatte und das dieser vermisste. Raoul behauptet, er habe das Heft, in dem Michels Name steht, zufällig bei einem Buchhändler gesehen.
Einige Zeit später sitzen Michel, Marie-Claire, ihre Schwester Denise und ihr Mann Raoul beim Kartenspiel, als plötzlich zwei vermummte Männer das Haus stürmen und alle vier fesseln. Sie fordern das Bargeld sowie die Kreditkarten der Anwesenden. Sie wissen anscheinend genau, dass Marie-Claire und Michel bei ihrer Feier Geld erhalten haben. Michel wird auf seinem Stuhl gefesselt zu Boden geworfen und verletzt sich an der Schulter, Denise erleidet einen Zusammenbruch. Nachdem sich die Männer vergewissert haben, dass die angegebenen PIN der Karten stimmen, gehen sie. Einer der beiden nimmt das Comicheft mit, das Michel zum Hochzeitstag erhalten hat. Nach dem Überfall verändert sich das Leben der beiden Paare. Denise wird ständig von Alpträumen heimgesucht und meidet die Öffentlichkeit. Oft weint sie und muss sich in Behandlung begeben. Michels Schulterverletzung heilt nur sehr langsam, sodass er einen Arm in einer Schlinge tragen muss und daher bei allem, was er tut, eingeschränkt ist. Marie-Claire beginnt, am Leben zu zweifeln, während Raoul über die Wochen einen immer größeren Hass auf die Täter entwickelt, da es seiner Frau immer schlechter geht.
Bei einem der Täter handelt es sich um den jungen Christophe, der zu den Arbeitern gehörte, die von Michel entlassen wurden. Weil seine Mutter, die ihn als 16-Jährige auf die Welt brachte, selten zu Hause ist, kümmert er sich um seine beiden kleinen Brüder Jules und Martin. Jules nimmt das Comicheft mit und liest es im Bus, den auch Michel nimmt. Er erkennt das Heft, das er sich kurz ausleiht, weil sein Name drinsteht. Er folgt den Kindern und sieht, dass Christophe zu ihnen gehört. Kurz darauf kann die Polizei Christophe festnehmen. Er gesteht die Tat, doch finden die Ermittler das erbeutete Geld nicht. Es stellt sich später heraus, dass er damit seine Mietrückstände beglichen und eingekauft hat. Bei einem Gespräch in der Polizeiwache verhöhnt Christophe Michel, der den Verlust des Geldes bei seinem Lebensstil doch verkraften könne und sowieso von der Gewerkschaft unterstützt werde. Michel ist so empört, dass er den Gefesselten schlägt. Marie-Claire, die die Szene verfolgt hat, ist entsetzt. Michel plagt das Gewissen und er überlegt, seine Klage zurückzuziehen, drohen Christophe doch 15 Jahre Haft. Vor allem Raoul ist strikt dagegen, geht ihm doch selbst die Höchststrafe nicht weit genug. Marie-Claire wiederum sorgt sich um die beiden Brüder Christophes. Sie verschafft sich Zutritt zur Wohnung, gewinnt das Vertrauen der Kinder und beginnt, abends für sie zu putzen und zu kochen, schaut mit ihnen Trickfilme und bringt sie zu Bett. Vor Michel erklärt sie ihr Fernbleiben mit Kinobesuchen und später mit neu übernommenen Abendschichten. Michel erfährt, dass ein Rückzug der Anzeige keinen Sinn ergäbe, da in jedem Fall Anklage gegen Christophe erhoben werden würde. Ein zweites Treffen mit Christophe verläuft ähnlich feindselig wie das erste, so wirft Christophe Michel vor, dass die Entlassung der Arbeiter hätte anders erfolgen müssen. Man hätte Härtefälle auslassen, Doppelverdiener entlassen oder eben für alle die Arbeitszeiten kürzen sollen. Auf Michels Frage, wie er ihm helfen könne, reagiert Christophe zunächst verdutzt und meint dann sarkastisch, dass sich jemand um seine Wohnung kümmern könne.
Auch der zweite Täter kann festgenommen werden und Michel erhält die beiden Flugtickets zum Kilimandscharo zurück. Er verschweigt dies Marie-Claire und gibt die Tickets zurück. Das so erhaltene Geld will er eigentlich den beiden Kindern schenken, entscheidet sich jedoch um. Er gesteht seiner Frau, die er am Strand trifft, dass er die Tickets zurückgegeben hat. Michel schlägt ihr vor, für die Zeit von Christophes Inhaftierung dessen Brüder zu sich zu nehmen. Marie-Claire stimmt zu und kurze Zeit später stehen Jules und Martin neben ihr. Sie waren kurzzeitig schwimmen gegangen. Marie-Claire und Michel sind glücklich, dass sie beide den gleichen Gedanken hatten. Bei ihren Kindern stößt ihre Entscheidung auf Unverständnis und Ablehnung. Auch der Umstand, dass beide die Tickets, für die die Familie lange gespart hat, zurückgegeben haben, wird als Affront gewertet. Nur Raoul und Denise, die langsam ins Leben zurückfindet, unterstützen die beiden. Sie erscheinen ungefragt zum Grillen und haben Süßigkeiten und Spielzeug für Jules und Martin dabei. Raoul, der sich über Michels Verhalten der letzten Wochen mit ihm entzweit hatte, versöhnt sich mit ihm. Er gesteht ihm nun auch, dass er ihm einst das Comicheft gestohlen hatte, und beide Männer fallen sich lachend in die Arme.

## Produktion

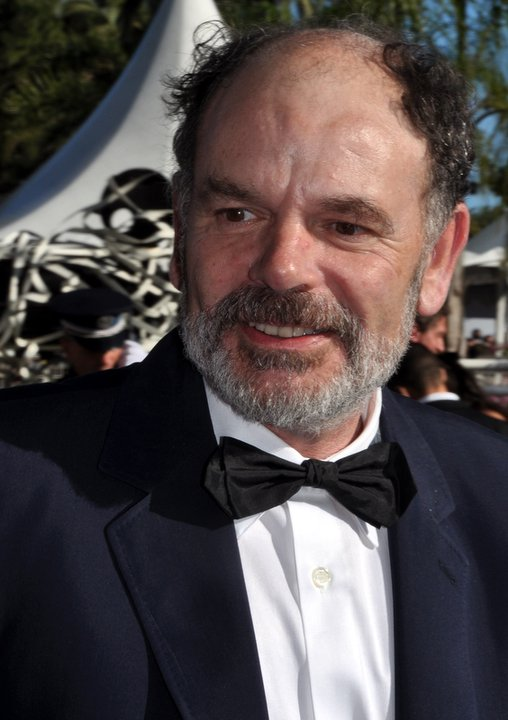
Hauptdarsteller Jean-Pierre Darroussin 2011 in Cannes

Der Schnee am Kilimandscharo wurde unter anderem in Marseille gedreht. Er erlebte am 14. Mai 2011 im Rahmen der Reihe Un certain regard auf den Internationalen Filmfestspielen von Cannes seine Premiere und lief am 16. November 2011 in den französischen Kinos an. In der Schweiz kam der Film am 22. Dezember 2011 in die Kinos und war ab dem 15. März 2012 auch in den deutschen Kinos zu sehen. Im September 2012 wurde Der Schnee am Kilimandscharo auf DVD veröffentlicht.
Der Filmtitel geht auf das Lied Kilimanjaro von Pascal Danel aus dem Jahr 1967 zurück, das auf der Hochzeitstagsfeier gesungen wird. Martin und Jules schauen sich im Fernsehen den Film Das große Rennen von Belleville an, während Michel sich ein Erstliga-Fußballspiel zwischen Olympique de Marseille und dem FC Lorient vom 21. August 2010 ansieht.

## Kritik
Für den film-dienst war Der Schnee am Kilimandscharo ein „heitere[s] Klassenkampf-Märchen. Stilvoll fotografiert, nimmt er mitunter pittoreske, auch menschelnde Züge an, erzählt aber stets liebevoll seine zu Herzen gehende Geschichte.“ „‚Der Schnee am Kilimandscharo‘ ist ein naives Sozialmärchen, dessen mitfühlende Wahrhaftigkeit an unser soziales Gewissen appelliert. Das macht ihn – im besten Sinne – zu einem politisch korrekten Film. Fazit: Helfen statt strafen: ein aufrichtiges Manifest gegen Zynismus und Ignoranz“, fasste Cinema zusammen.

## Auszeichnungen
Auf der Semana Internacional de Cine de Valladolid gewann der Film 2011 den Publikumspreis; Regisseur Guédiguian wurde zudem mit der Silbernen Ähre für den besten Film ausgezeichnet. Ebenfalls 2011 gewann Guédiguian für Der Schnee am Kilimandscharo den LUX-Filmpreis des Europäischen Parlaments. Ariane Ascaride erhielt 2012 eine César-Nominierung in der Kategorie Beste Hauptdarstellerin. Anaïs Demoustier gewann im selben Jahr einen Étoile d’Or als Beste Nachwuchsdarstellerin.